# Aston Martin AMR23
O Aston Martin AMR23 é o modelo de carro de Fórmula 1 projetado e desenvolvido pela equipe Aston Martin que competiu no Campeonato Mundial de Fórmula 1 de 2023 . É o terceiro carro de Fórmula 1 inscrito pela Aston Martin no século XXI, e foi pilotado por Lance Stroll e Fernando Alonso em tempo integral, com o bicampeão espanhol fazendo sua estreia pela equipe. O piloto reserva da Aston Martin, Felipe Drugovich, substituiu temporariamente Stroll durante os três dias de testes de pré-temporada no Bahrein, depois de este último ter sofrido um acidente de bicicleta que o obrigou a retirar-se do teste. Posteriormente, Drugovich conduziu o carro nas sessões de treinos livres da Itália e de Abu Dhabi, com o brasileiro chegando a ficar em segundo nessa última participação.
Em 16 de dezembro de 2022, a Aston Martin anunciou que a data de lançamento do AMR23 seria em 13 de fevereiro de 2023. O evento também exibiu imagens da nova sede da equipe.
Uma melhoria imediata em relação ao antecessor, o AMR23 conquistou seis pódios ao longo da primeira metade da temporada, todos graças ao novo contratado Alonso, e a Aston Martin chegou a se colocar como segunda força entre os construtores, rivalizando com a então líder Red Bull em alguns momentos. No entanto, seu desempenho começou a piorar na segunda metade, e a Aston Martin não conseguiu mais pódios, exceto dois de Alonso na Holanda e em São Paulo. Assim, os melhores resultados do AMR23 foram de dois segundos lugares nos Grandes Prêmios de Mônaco e da Holanda, e a equipe encerrou o ano com 280 pontos, sendo a quinta colocada no mundial de construtores.

## Links externos
- Sítio oficial